# Passatsegel
Das Passatsegel, auch Zwillingsvorsegel, ist eine Kombination von zwei Vorsegeln, die besonders geeignet ist für das Segeln mit Wind von hinten auf langen Strecken, beispielsweise mit Passatwind bei Atlantiküberquerungen von Ost nach West. Verwendet werden zwei Genua oder eine Genua und eine große leichte Fock. Da dabei der Segeldruckpunkt weit vorne liegt, ist das Schiff leicht zu steuern. Damit die Segel nicht einfallen, wird jedes Segel mit einem Baum ausgebaumt. Bei starker Dünung und entsprechend rollendem Schiff sind die zwei Segel und die zwei Bäume schwer zu handhaben.
Effektiver und einfacher ist ein Parasail.
Früher, bevor es Windfahnensteuerungen gab, wurden Segelschiffe bei Vorwindkursen direkt über die Segel gesteuert. Dazu wurden die Schoten passend untersetzt mit der Pinne verbunden. Bei Winddrehungen oder bei Versatz durch Wellen steuerte das Schiff dann dem Wind hinterher.
Passat-Segeln ist nicht zu verwechseln mit Schmetterling-Segeln, das hohe Aufmerksamkeit beim Steuern verlangt und weder für lange Strecken, noch bei Dünung geeignet ist. Raumschot-Segeln ist immer schneller, erfordert aber ebenfalls mehr Aufmerksamkeit.